# Intentionalitet
Intentionalitet er et filosofisk begreb, der indikerer at bevidstheden altid er rettet mod noget. Franz Brentano var den første der beskrev bevidstheden som intentional, og det var derved ham der introducerede intentionalitets-diskussionen til moderne tid, men begrebet kan spores helt tilbage til Aristoteles. I moderne tid er begrebet mest kendt via fænomenologien. Begrebet har således modificeret og forandet sig gennem tiden, hvilket gør en definitiv definition tvivlsom.
Generelt analyserer man sammenhængen mellem bevidsthedens rettethed og det, som bevidstheden er rettet imod. Dette må dog ikke misforstås som en subjekt-objekt-problemstilling, hvor subjektet er rettet imod et objekt der er udenfor det selv. Intentionaliteten er derimod et iboende træk ved bevidstheden.

## Moderne tid
Intentionalitetsbegrebet blev genintroduceret i det 19. århundredes filosofiske diskussion af filosoffen og psykologen Franz Brentano i hans bog Psychologie vom empirischen Standpunkte (1874). Bretano beskrev intentionaliteten som et karakteristika ved alle former for bevidsthed. Heri skriver han:
| Citat | Jedes psychische Phänomen ist durch das charakterisiert, was die Scholastiker des Mittelalters die intentionale (auch wohl mentale) Inexistenz eines Gegenstandes genannt haben, und was wir, obwohl mit nicht ganz unzweideutigen Ausdrücken, die Beziehung auf einen Inhalt, die Richtung auf ein Object (worunter / hier nicht eine Realität zu verstehen ist), oder die immanente Gegenständlichkeit nennen würden. Jedes enthält etwas als Object in sich, obwohl nicht jedes in gleicher Weise. In der Vorstellung ist etwas vorgestellt, in dem Urtheile ist etwas anerkannt oder verworfen, in der Liebe geliebt, in dem Hasse gehasst, in dem Begehren begehrt u.s.w. Diese intentionale Inexistenz ist den psychischen Phänomenen ausschliesslich eigenthümlich. Kein physisches Phänomen zeigt etwas Ähnliches | Citat |
|       | |       |

### Intentionalitetsbegrebet i fænomenologien
Husserl kommer med en dyb analyse af intentionalitetsbegrebet i sit tidlige forfatterskab. Grundlæggende for ham er det, at bevidstheden altid er intentionel, dvs. at den altid er rettet imod noget. Og dette gælder, uanset om det som bevidstheden er rettet imod rent faktisk eksisterer. Intentionaliteten er derved uafhængig af eksistens. For selvom det er noget man forestiller sig, eller noget man betragter som er foran sig, er bevidstheden stadigvæk rettet imod det. Intentionaliteten kommer nemlig ikke som en ydre påvirkning, således at når subjektet ser et ydre objekt, bliver subjektet rettet imod det. Det er uafhængigt af relationer og kausalitet. Intentionaliteten er et iboende træk ved bevidstheden og den er således altid rettet mod sin genstand, uanset om det eksisterer eller ej.
En forskel i intentionalitetsbegrebet for Husserl, i modsætning til dem der benyttede sig af begrebet før ham, var at han ikke mente, at genstanden som bevidstheden var rettet imod, skulle være immanent i bevidtsheden. Han mener således ikke, at den intendrede genstand i bevidstheden er en form for formidler eller repræsentant for en verden udenfor bevidstheden. Den intenderede genstand er den samme som den ydre, virkelige genstand. Han ender altså ikke i en adskillelse (som hos Immanuel Kant) hvor der er en verden for os og en verden i sig.
Det er igennem intentionaliteten at genstandene kan fremtræde for os, som fænomener. Herfra går han videre med fænomenale analyser for at undersøge bevidsthedens genstande.
I den senere udvikling i fænomenologien har intentionalitetsbegrebet levet videre, men på forskellig vis. Hos Martin Heidegger erstattes intentionalitetsbegrebet i Sein und Zeit af begrebet om væren-i-verden, imens det hos Maurice Merleau-Ponty videreføres i form af en kropslig intentionalitet. Både Heidegger og Merleau-Ponty anses som grundlæggerne af den fænomenologiske videreudvikling i form af eksistentiel fænomenologi.